# غافان ماكورماك
غافان ماكورماك (بالإنجليزية: Gavan McCormack)‏ هو مؤرخ وأستاذ جامعي أسترالي، ولد في 21 أكتوبر 1937.